# Room 13: A Blues Tale
Room 13: A Blues Tale es el título del tercer álbum del artista Jimmy Barnatán, el primero junto a su grupo, Jimmy Barnatán & The Cocooners. Consta de once piezas de las cuales cinco son temas originales y seis, pequeñas secuencias de radionovela con las voces de Álex Angulo, Adriana Ugarte, El Gran Wyoming y el propio Jimmy. El álbum trata de una historia de blues, enmarcada en la Nueva York del pecado y la pasión, en la que también tiene cabida el rock clásico de canciones como Bad News.
El disco fue producido por Javier Escudero, y su grabación tuvo lugar en los Estudios Cubex de Mompía (Cantabria). Con sello de True Music Spain, su lanzamiento oficial se produjo el 24 de septiembre de 2013 y, para su presentación, en Santander, se organizó un programa de actos (la Room 13 week) que incluía un showcase acústico, una caravana de bicicletas clásicas por la ciudad, la lectura y revisión de algunos de los pasajes de dos de las novelas de Barnatán, Atlas y New York Blues, un concierto y una fiesta final en la Sala Blackbird de la localidad cántabra.

## Lista de canciones
| N.º | Título                                                            | Duración |  |
| 1.  | «Cruce de Caminos» (Jimmy Barnatán/Álex Angulo)                   | 04:28    |  |
| 2.  | «Bad News» (Jimmy Barnatán)                                       | 03:28    |  |
| 3.  | «Llamada Saliente» (Jimmy Barnatán/Adriana Ugarte)                | 01:46    |  |
| 4.  | «Godiva's Blues» (Jimmy Barnatán)                                 | 05:01    |  |
| 5.  | «Cuando Se Huye Hacia atrás» (Jimmy Barnatán/Adriana Ugarte)      | 02:40    |  |
| 6.  | «Put Three Candles on the Road For Me» (Jimmy Barnatán)           | 04:20    |  |
| 7.  | «Una Copa de Sueños Rotos» (Jimmy Barnatán/El Gran Wyoming)       | 02:48    |  |
| 8.  | «John the Revelator» (Jimmy Barnatán)                             | 03:49    |  |
| 9.  | «El Diablo Según un Bartender» (Jimmy Barnatán/El Gran Wyoming)   | 00:59    |  |
| 10. | «The Devil's Song» (Jimmy Barnatán)                               | 04:12    |  |
| 11. | «El Último Encuentro» (Jimmy Barnatán/Adriana Ugarte/Álex Angulo) |          |  |

## Personal
- Jimmy Barnatán: voz.
- Adriana Ugarte: voz en los tracks #3, #5 y #11.
- Álex Angulo: voz en los tracks #1 y #11.
- El Gran Wyoming: voz en los tracks #7 y #9.
- Pitu Magaldi: bajo.
- Natxo Miralles: batería.
- Sergio González: guitarra.

- Datos: Q20894869